# Tortula chungtienia
Tortula chungtienia är en bladmossart som beskrevs av Richard Henry Zander 1993. Tortula chungtienia ingår i släktet tussmossor, och familjen Pottiaceae. Inga underarter finns listade i Catalogue of Life.